# Суші гьол (фільм)
«Суші гьол» (англ. Sushi Girl) — американський кримінальний фільм режисера Керна Секстона, який вийшов на екрани в 2012 році.

## Зміст
Грабіжник на прізвисько Фіш провів шість років у в'язниці. Всі ці шість років він мовчав про скоєний грабіж і своїх чотирьох подільників. Біля воріт в'язниці, після звільнення, його зустрічає машина і відвозить в місце, де збираються всі його колишні друзі, учасники гучного пограбування. На столі, у вигляді частування, лежить молода, оголена і красива дівчина з різноманітними видами суші на тілі. Дівчина здається повністю мовчазною, навченою мовчати і не реагувати на те, що відбувається навколо. Навіть якщо буде небезпечно. Досвідчені злочинці починають з'ясовувати між собою, куди після пограбування пропали діаманти на кілька мільйонів доларів.

## Ролі
| Актор            | Роль |
| ---------------- | ---- |
| Джеймс Дювал     | -    |
| Ноа Гетевей      | -    |
| Енді МакКензі    | -    |
| Тоні Тодд        | -    |
| Марк Гемілл      | -    |
| Сонні Тіба       | -    |
| Давид Дастмалчян | -    |
| Джефф Фейгі      | -    |
| Кортні Палм      | -    |
| Денні Трехо      | -    |

## Знімальна група
- Режисер — Керн Секстон
- Сценарист — Дестін Пфафф, Керн Секстон
- Продюсер — Ніл Аллен Фішер, Дестін Пфафф, Керн Секстон
- Композитор — Фрідріх Маєрс